# Vorarlberg
Vorarlberg este cel mai vestic stat federal al Austriei. Deși este al doilea cel mai mic (Viena este cel mai mic), are graniță cu trei țări:  
- Germania (Bavaria și Baden-Württemberg)
- Elveția (Graubünden și St. Gallen)
- Liechtenstein.

De asemenea se învecinează cu landul austriac Tirol.
În Vorarlberg locuiesc 352.000 de persoane împărțite în 96 de municipalități, landul are o suprafață de 2.600 km². Cel mai înalt vârf este Silvretta (3404 m). Se vorbește un dialect al limbii germane, mai apropiat de cel din Elveția.
Capitala landului Vorarlberg este Bregenz, care este și unul dintre cele cinci orașe ale sale. Celălalte patru orașe sunt Dornbirn, Hohenems, Feldkirch și Bludenz.

## Politica Vorarlbergului
Legat de politica socialist democrată în timpul primei republici, după Primul război mondial, este numele deputatului Anton Lindner. Născut la Turnu-Severin, după ce își petrece copilăria în România, ajunge una dintre personalitățile marcante ale politicii austriece. Persecutat de naziști, ajută la reinstalarea democrației și a idealurilor socialiste din Austria, rămânând și după 1945 o figură importantă a politicii din Vorarlberg și Tirol.

### Landtagul Vorarlbergului
- Partidul Popular Austriac 21

- Partidul Social-Democrat Austriac 6

- Partidul Liberal Austriac 5

- Verzii 4